# Leszek Piasecki
Leszek Piasecki (ur. 2 lutego 1957) – polski trener siatkówki, trener reprezentacji Polski seniorek (1995).

## Życiorys
W młodości był zawodnikiem AZS Szczecin, Chemika Police i Stali Stocznia Szczecin, a jego trenerem był Tadeusz Chojnacki. Na początku lat 80. rozpoczął pracę trenerską, początkowo był asystentem Tadeusza Chojnackiego. W tym charakterze wywalczył brązowy medal mistrzostw Polski w 1989 z męską drużyną Stali Stocznia Szczecin, awans do ekstraklasy z żeńską drużyną Chemika Police w 1993, mistrzostwo Polski z Chemikiem w 1994 oraz dwukrotnie Puchar Polski (1993 i 1994). W 1994 został asystentem Chojnackiego w reprezentacji Polski seniorek, która wywalczyła awans na mistrzostwa Europy w 1995. Po niespodziewanej rezygnacji Chojnackiego od sierpnia 1995 był pierwszym trenerem reprezentacji i poprowadził ją na mistrzostwach Europy we wrześniu tego roku, zajmując 9. miejsce. W 1996 na stanowisku trenera reprezentacji zastąpił go Jerzy Skrobecki.
W sezonie 1996/1997 został pierwszym trenerem męskiej drużyny Solo Morze Szczecin i wywalczył z nią brązowy medal mistrzostw Polski. Kolejne trzy lata pracował poza sportem. W latach 2000–2004 był trenerem żeńskiej drużyny Banku Pocztowego Bydgoszcz, z którą wywalczył następnie wicemistrzostwo Polski w 2001 i brązowy medal mistrzostw Polski w 2002, a także Puchar Polski w 2001. W sezonie 2004/2005 był trenerem PTPS Nafty-Gaz Piła, jednak został zwolniony przed końcem sezonu, w fazie spotkań półfinałowych (pilska drużyna wywalczyła ostatecznie 3. miejsce). W 2005 został razem z Rafałem Błaszczykiem trenerem polskiej kadry B seniorek. W tym charakterze wywalczył srebro Letniej Uniwersjady w Izmirze (2005) oraz złoto Letniej Uniwersjady w Bangkoku (2007), a na Letniej Uniwersjadzie w Shenzhen (2011) jego drużyna zajęła 5. miejsce. Od 2007 pracuje jako trener koordynator w Szkole Mistrzostwa Sportowego w Policach, jest również pracownikiem Zakładu Teorii Wychowania Fizycznego, Antropomotoryki i ZGS na Uniwersytecie Szczecińskim.